# Shreepati Arcade
Le Shreepati Arcade est un gratte-ciel de 152 mètres de hauteur construit à Bombay de 1995 à 2002. Il abrite 110 logements.
À son achèvement en 2002 c'était le deuxième plus haut gratte-ciel de Bombay et de l'Inde, derrière le MVRDC.
L'immeuble est conçu pour résister aux tremblements de terre.
Il est imposé aux résidents de l'immeuble que tous soient végétariens, une pratique qui n'est pas inhabituelle en Inde.
L'architecte est l'agence ARK Consultants Pvt. Ltd.